# Sønderborg község
Sønderborg község (dánul: Sønderborg Kommune) Dánia 98 községének (kommune, helyi önkormányzattal rendelkező közigazgatási egység) egyike. A Syddanmark régióban található. Sønderborg község Aabenraa községgel határos. Lakosainak száma 74 737 fő (2016).